# Мойзельвіц
Мойзельвіц (нім. Meuselwitz) — місто в Німеччині, розташоване в землі Тюрингія. Входить до складу району Альтенбургер-Ланд. Складова частина об'єднання громад "вікітабле".
Площа — 56,99 км2. Населення становить 10 117 ос. (станом на 31 грудня 2021).

## Галерея

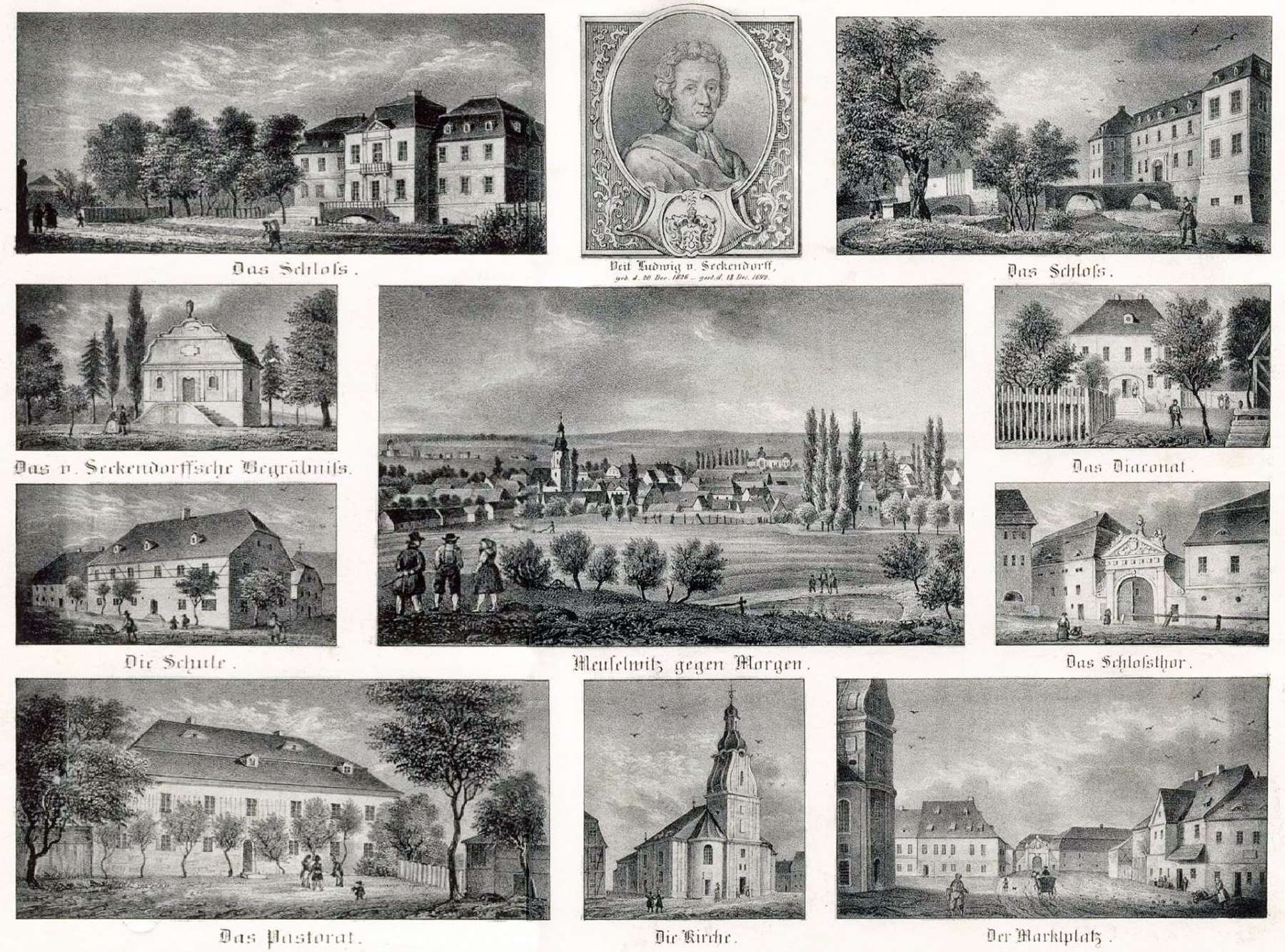
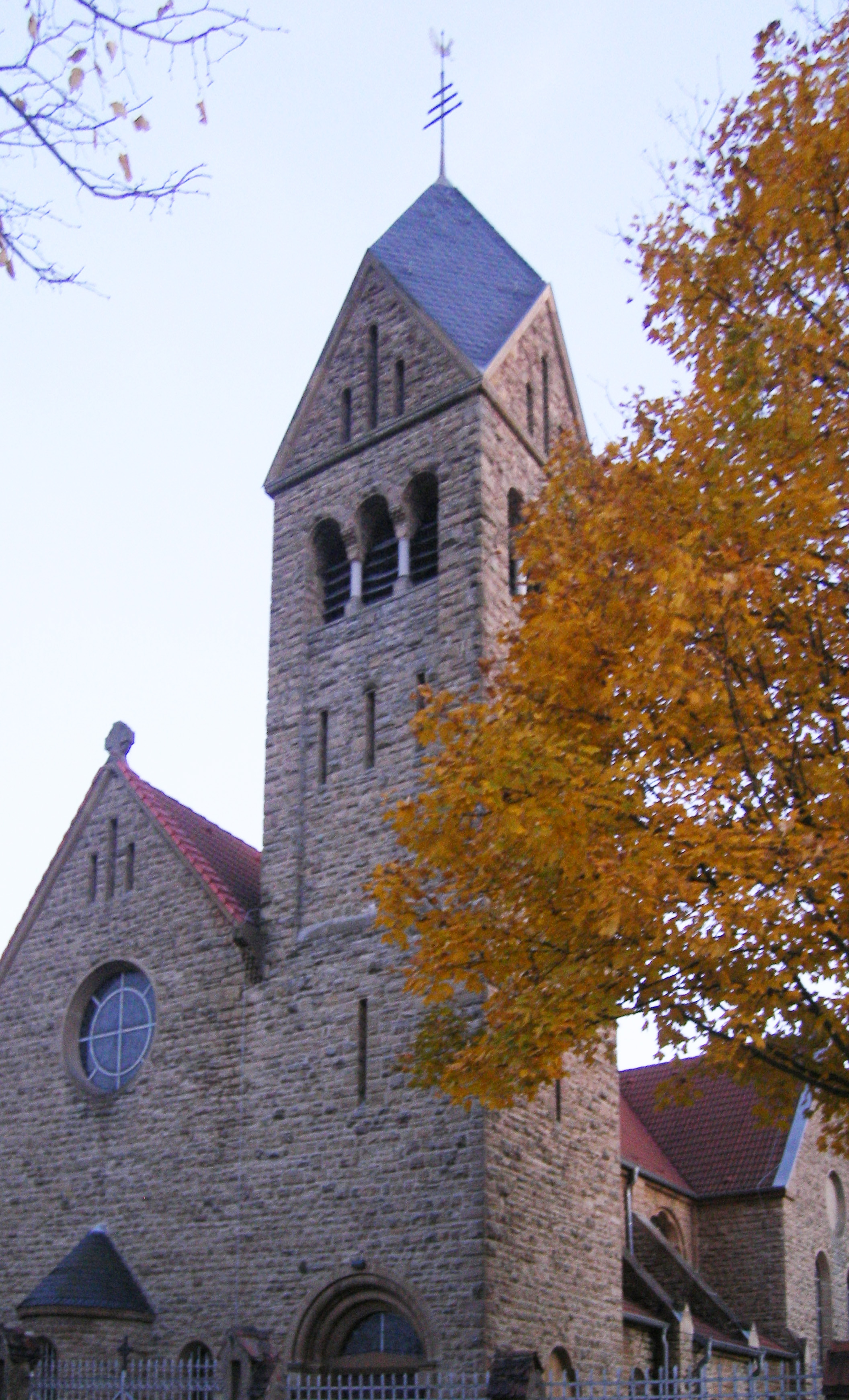
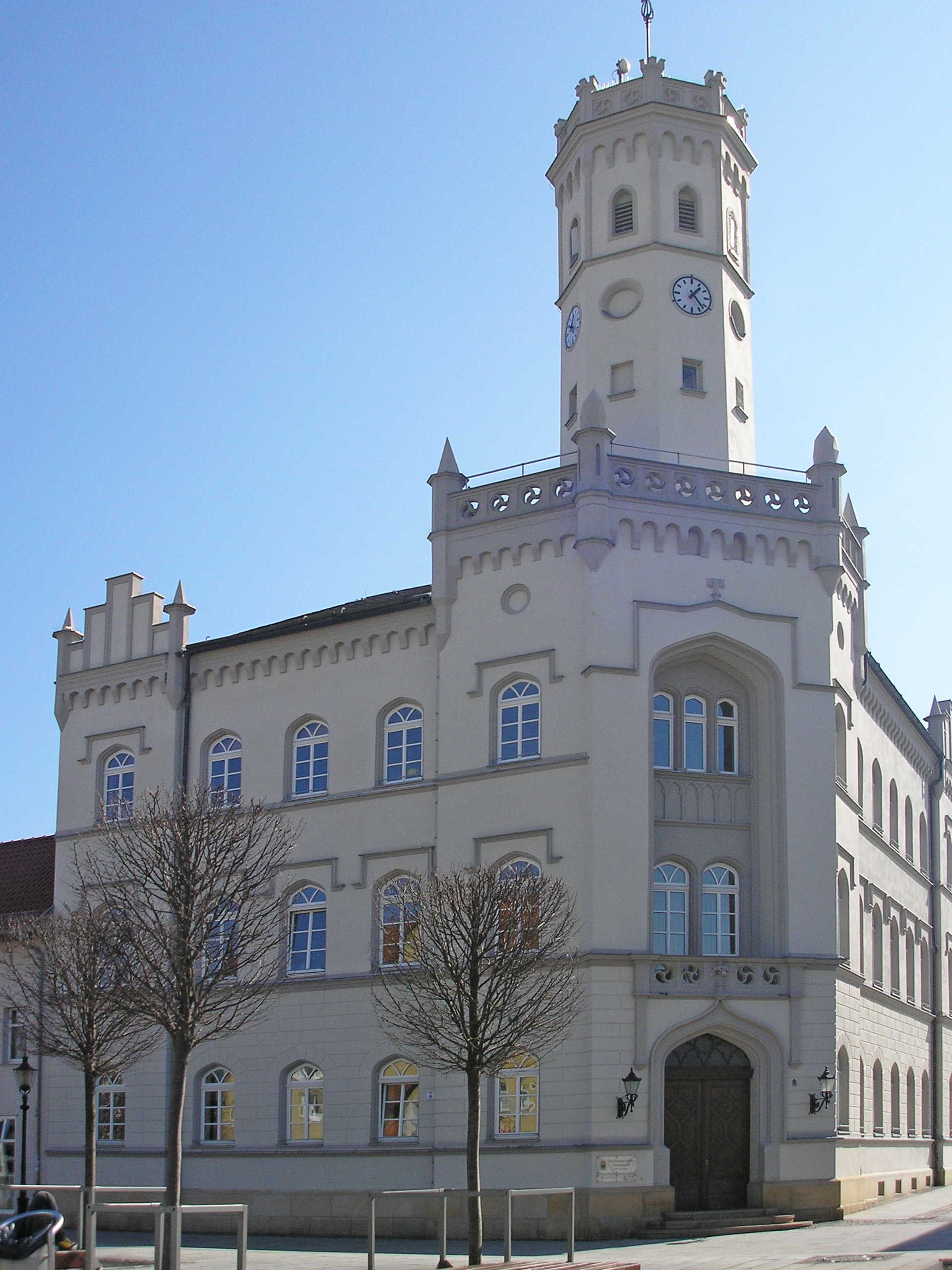
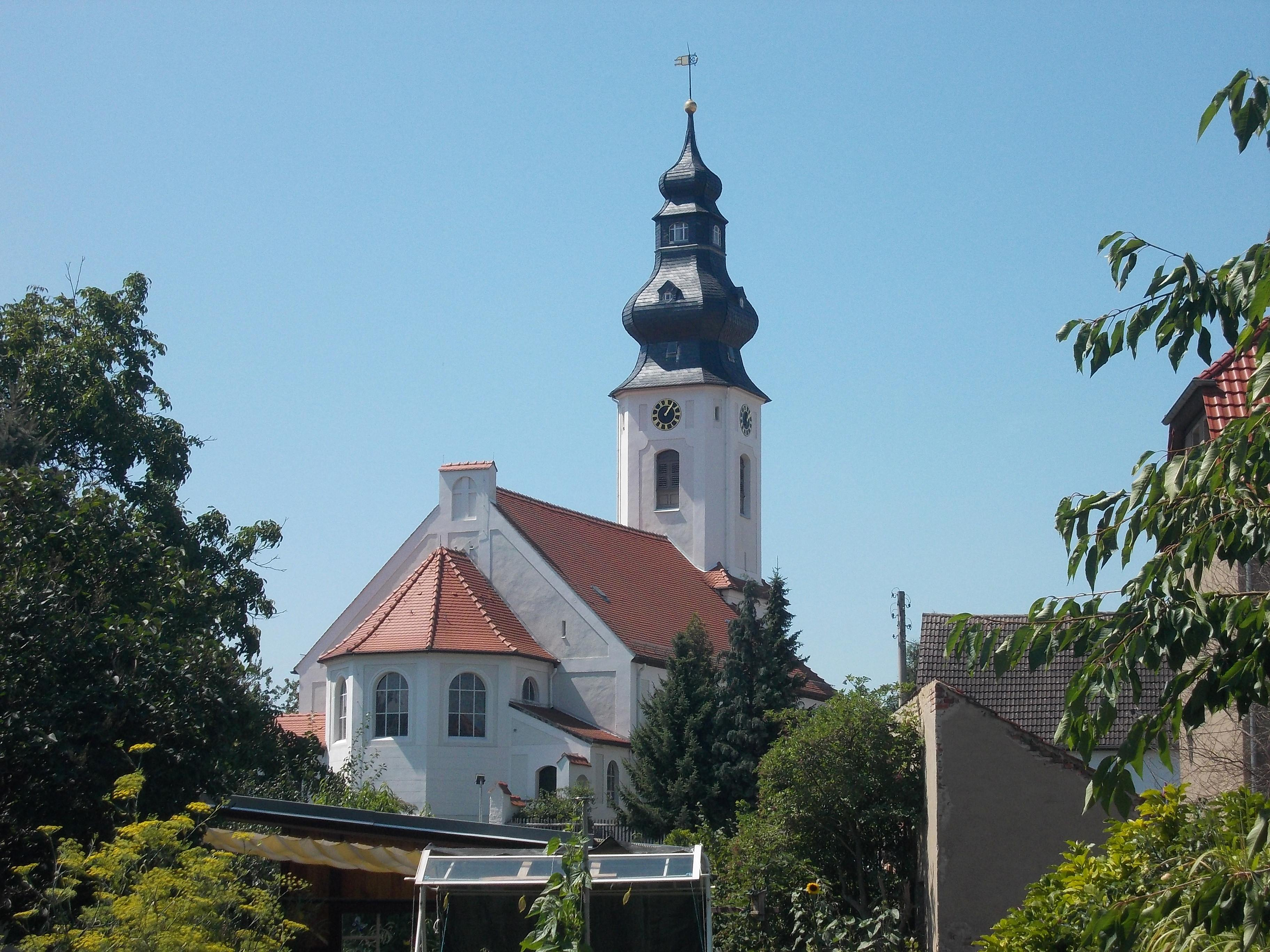
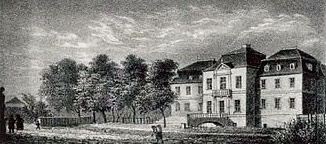
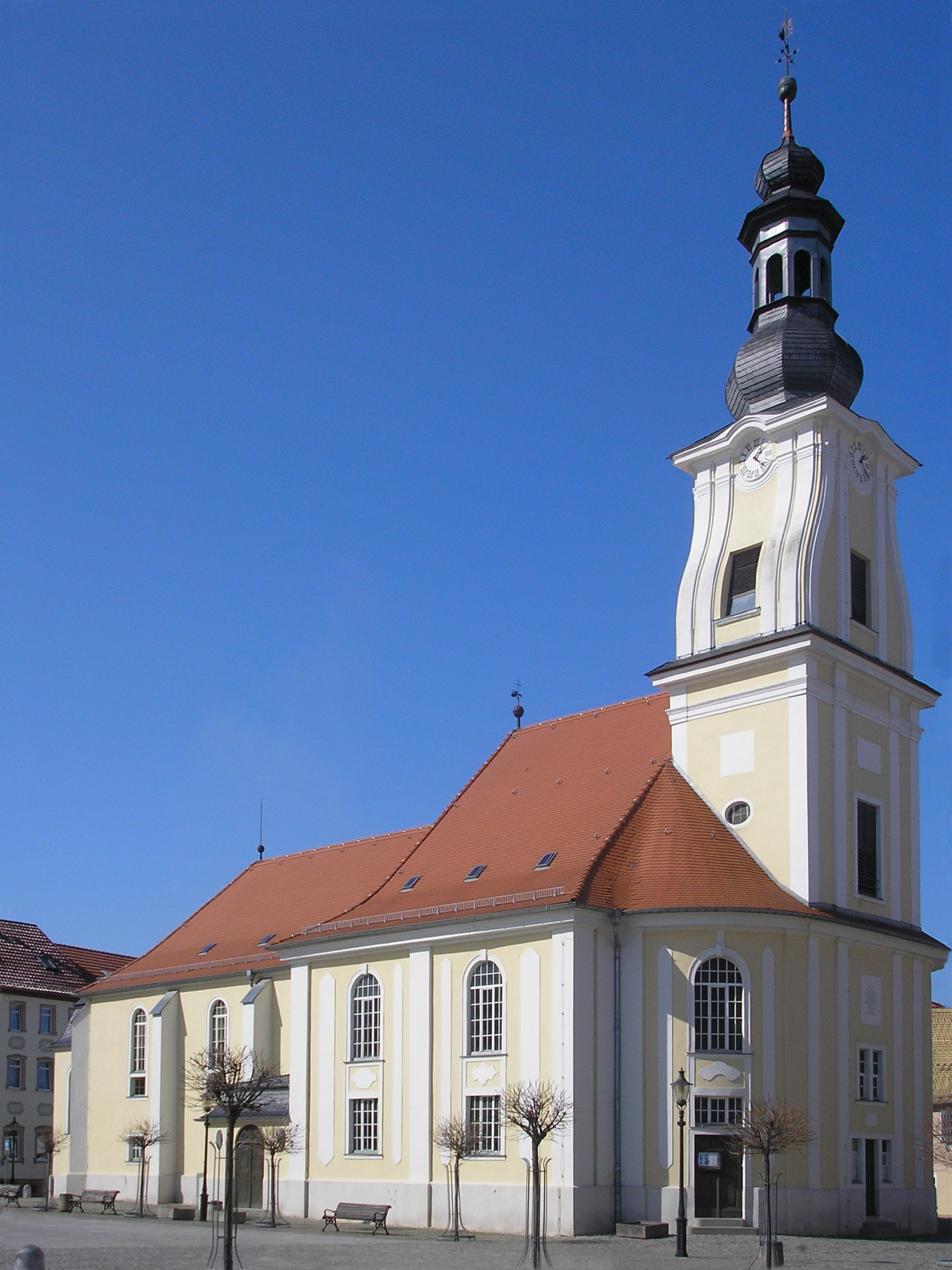